# María Alfonso de León
María Alfonso de León (1220s-después de julio de 1275), dama leonesa, fue hija ilegítima del rey Alfonso IX de León y de Teresa Gil de Soverosa.

## Biografía
Después de su separación de la reina Berenguela en 1204, el rey Alfonso IX tuvo varias relaciones amorosas. La relación más duradera, que comenzó en 1218 y duró hasta su muerte en 1230, fue con Teresa Gil de Soverosa. Miembro de la nobleza portuguesa, Teresa era hija Gil Vázquez de Soverosa y de María Aires de Fornelos. Fueron padres de cuatro hijos, todos ellos nacidos entre 1218, el año que comenzó la relación, y 1230, el año en que murió el rey:
Se desconoce la fecha exacta de su defunción, aunque debió de ocurrir después del mes de julio de 1275, fecha cuando donó al monasterio de Santa María de Melón la cuarta parte del coto de Lougares.

## Matrimonio y descendencia
Se casó por primera vez con Álvaro Fernández de Lara, hijo del conde Fernando Núñez de Lara y de su esposa Mayor González, miembro del linaje de los Salvadores. De este matrimonio nació un hijo que murió joven y sin descendencia.
A la muerte de su esposo en 1240, se convirtió en amante de su sobrino, el infante Alfonso, después el rey Alfonso X de Castilla, con quien tuvo una hija llamada Berenguela, nacida alrededor de 1241, que contrajo matrimonio con Pedro Núñez de Guzmán, sin descendencia.
Posteriormente María Alfonso de León volvió a casar con Suero Aires de Valladares de quién fue su segunda mujer. De este matrimonio nacieron tres hijos:
- Juan Suárez de Valladares, «que fue buen trovador»[1]
- Pedro Suárez Sarraza, casado con Elvira Núñez Maldonado,[1] hija de Nuño Fernández Maldonado y de su mujer Aldara Fernández Torrichón, con descendencia.
- Alfonso Suárez Sarraza, esposo de Teresa Anes de Sas, con descendencia.[8]